# سيد الوداعي (لاعب كرة قدم)
سيد أحمد علاء أحمد الوداعي (سيد الوداعي؛ وُلد في 8 يوليو 2008) هو لاعب كرة قدم بحريني، يشغل مركز الهجوم في صفوف نادي فياريال الإسباني، ويمثل منتخب البحرين لكرة القدم.

## النشأة
وُلِد الوداعي في 8 يوليو 2008 في مدينة المنامة، البحرين، وهو نجل آمنة العصفور.

## المسيرة الاحترافية
بدأ الوداعي مسيرته الكروية في سن السابعة ضمن صفوف أكاديمية نادي المنامة البحريني.
لاحقًا، التحق بأكاديمية نادي فياريال الإسباني، وساهم في فوز فريق تحت 16 سنة ببطولة «كأس أكاديمية فياريال 2024»، كما حقق المركز الثاني في بطولة «Yellow Yellow Cup 2024»، وحاز لقب هداف البطولة.

## بطولات شبابية
شارك الوداعي في ديسمبر 2023 مع فريق النخبة في نادي فياريال تحت 16 سنة في بطولة «Vilareal Winter Cup»، وساهم في فوز الفريق باللقب، واختير ضمن قائمة اللاعبين الأفضل في البطولة.
كما شارك في يوليو 2024 في بطولة جيرونا الدولية تحت 19 سنة، وسجل هدفًا وصنع آخر، وكان أصغر لاعب في الفريق، وساهم في بلوغه نصف النهائي.

## المسيرة الدولية
شارك الوداعي لأول مرة مع منتخب البحرين لكرة القدم في 28 ديسمبر 2024، خلال مباراة خسرها الفريق 1–2 أمام منتخب اليمن لكرة القدم ضمن كأس الخليج العربي. وعلى الرغم من الخسارة، تُوّج المنتخب لاحقًا بلقب كأس الخليج العربي السادسة والعشرين.
وفي أكتوبر 2024، استدعاه المدرب دراغان تالاييتش ضمن القائمة الموسعة للتصفيات الآسيوية المؤهلة إلى كأس العالم 2026، عقب أدائه المميز مع فياريال.

## الإنجازات
منتخب البحرين
- كأس الخليج العربي: 2024–25

## روابط خارجية
- سيد الوداعي  على سكروي